# Коллинс, Сэм (шахматист)
Сэмюэл Коллинс (англ. Sam Collins; род. 5 сентября 1982, Дублин) — ирландский шахматист, международный мастер (2004).
Чемпион Ирландии (2002 и 2014). В составе сборной Ирландии участник восьми Олимпиад (2000—2014) и двух командных чемпионатов Европы (2003—2005).

## Изменения рейтинга
| Графики недоступны из-за технических проблем. См. информацию на Фабрикаторе и на mediawiki.org. |

## Публикации
- Ruy Lopez: Attacking with the Schliemann by Sam Collins, Chessbase (PC-DVD), 2015[4].
- Karpov: Move by Move by Sam Collins, Everyman Chess, 2015.
- The Tarrasch: Move by Move by Sam Collins, Everyman Chess, 2014[5].
- Chess explained: The c3 Sicilian by Sam Collins, Gambit Publications, 2007.
- An attacking repertoire for White by Sam Collins, Batsford, 2005.